# 次開元音
次開元音（near-open vowel、near-low vowel）是一個用於口語中的元音。次開元音的特徵類似於開元音，但舌頭和上顎的距離比開元音小，僅次於開元音。

## 次開元音分類
- 次開前不圓唇元音 [æ]
- 次開央母音 [ɐ]